# Atilano Coco Martín
Atilano Coco Martín (Guarrate, Zamora, 1902 – Salamanca, 1936) va ser un pastor protestant espanyol, assassinat pels revoltats pocs mesos després de l'inici de la Guerra Civil.
Coco va ser prevere de l'Església Espanyola Reformada Episcopal a Salamanca, on exercia també com a mestre a l'escola adjunta a l'església anglicana. També va ser membre destacat del Partit Republicà Radical Socialista i després d'Unió Republicana, així com mestre de la lògia maçònica Helmántica, adscrita al Gran Orient Espanyol. Amic de Miguel de Unamuno, va ser detingut pels militars revoltats a la fi de juliol de 1936, ingressant a la presó provincial de Salamanca, d'on va ser tret el 9 de desembre de 1936 per ordre del governador militar. Segons una versió, va ser afusellat sense judici contra les tàpies del cementiri. Una altra versió afirma que va ser assassinat en la carretera de Valladolid, terme de la Orbada.
Casat amb Enriqueta Carbonell Carratalá, va tenir dos fills, Alicia i Enrique.
En 2005 va ser inaugurada a Salamanca la residència universitària «Centre Atilano Coco», promoguda per les esglésies anglicanes de tot el món com a homenatge al pastor assassinat a Salamanca.

## Biografia
Atilano Coco Martín va néixer en el si d'una família de pagesos acomodats. El seu pare, Eugenio Coco, era membre de l'Església Espanyola Reformada Episcopal. Atilano va estudiar a Anglaterra i al seu retorn a Espanya va treballar com a mestre a l'Escola Model de l'Església Evangèlica Espanyola d'Alacant. El 1929, ja casat amb Enriqueta Carbonell, es va traslladar a Salamanca com a professor i evangelista per fer-se càrrec de la no gaire nombrosa congregació evangèlica de Salamanca, que estava arrelada a la ciutat des de 1879. Els anglicans de Salamanca comptaven amb un edifici costejat per ells que incloïa el lloc de culte (església del Redemptor), una escola i l'habitatge del pastor.
En la seva nova residència, Coco va impulsar la maçoneria, en la qual havia ingressat cap a 1920, quan era estudiant a Anglaterra. En aquest país era habitual que els pastors anglicans formessin part de la maçoneria. A Alacant va entrar el 1928 en la lògia Constante Alona, del Gran Orient Espanyol (GOE). Quan va arribar a Salamanca no hi havia cap organització maçònica. El 1932 es va fundar la lògia Helmántica, dependent de la Gran Lògia Espanyola (GLE), però Coco no hi va participar per ser de diferent obediència. El 1933, Atilano Coco i José María Friera (governador civil, del Partit Radical) van refundar la Helmántica, posant-la sota la dependència del GOE, sent Coco secretari i més tard venerable mestre. La lògia Helmántica mai va superar la vintena de membres ni va tenir una vida reeixida. De fet, les reunions es desenvolupaven en l'habitatge de Coco per mancar de mitjans per a tenir un local propi.
Coco es va afiliar al Partit Republicà Radical Socialista, fundat per Marcel·lí Domingo el 1929, i des de la seva fundació el 1934 va formar part del comitè provincial d'Unió Republicana, partit dirigit per Diego Martínez Barrio, caracteritzat pel seu ideari liberal avançat i el seu laïcisme radical. Coco i altres membres d'UR van promoure el 1935 la secció local de Salamanca de la Lliga Espanyola dels Drets de l'Home, fundada a Espanya el 1932.
El setembre del 1935, Coco va ser admès a l'ofici de prevere (equivalent al de sacerdot catòlic) en una cerimònia presidida a Madrid per l'arquebisbe anglicà de Dublín. Poc després, a l'abril de 1936, va obtenir el títol oficial de mestre atorgat per l'Escola Normal de Mestres de la Universitat de Salamanca.
En l'estiu de 1936, Atilano Coco era una persona molt coneguda a Salamanca, tant per ser l'únic pastor protestant de la ciutat com per la seva labor educativa i la seva notable activitat política. Unió Republicana s'havia presentat a les eleccions legislatives de febrer de 1936 formant part del Front Popular, coalició que a Salamanca va obtenir les actes de José Andrés y Manso (PSOE), Valeriano Casanueva (PSOE) i Casto Prieto Carrasco (Izquierda Republicana). Coco va ser detingut pels militars revoltats el 31 de juliol de 1936, acusat de «propagador de notícies falses» i va ingressar a la presó provincial a la disposició del comandant militar. Durant tot el temps que va romandre a la presó mai va ser acusat formalment de res, però en la seva detenció va ser determinant el fet de ser protestant, mestre, republicà i maçó.
Miguel de Unamuno, rector de la Universitat de Salamanca i regidor de l'Ajuntament per nomenament dels revoltats, era amic personal de Coco i va fer gestions davant el governador civil per aconseguir la seva llibertat, sense cap resultat. A la fi de setembre de 1936, Unamuno estava malalt al llit i Enriqueta Carbonell es va apropar fins a la seva casa per deixar-li una nota en la qual li recorda la situació el seu marit. Aquesta nota era, precisament, el paper que Unamuno tenia en la butxaca de la jaqueta en l'acte del Paranimf del 12 d'octubre, en el dors de la qual gargotejà les notes del discurs en el qual va pronunciar la cèlebre frase «Vencereu, però no convencereu», discurs que li va costar la destitució com a rector i l'ostracisme polític.

## Mort
La situació a la presó provincial de Salamanca era d'altíssima tensió. Inaugurada el 1931 i prevista per a un centenar de presos, a la fi de 1936 albergava a un miler de detinguts, tots ells presos polítics. El 9 de desembre de 1936, Atilano Coco oficialment va ser posat en llibertat per ordre del governador militar, però en realitat va ser conduït a la muntanya de La Orbada, a la carretera de Valladolid, i afusellat sense formació de causa. Es desconeix la situació del seu enterrament.
L'assassinat de Coco no va ser un fet aïllat dins de l'Espanya franquista. Els revoltats van perseguir acarnissadament als maçons, però també els protestants van sofrir la repressió, amb el tancament dels seus llocs de culte i les seves escoles. Nombrosos pastors van ser detinguts i afusellats. En l'Espanya ocupada pels militars revoltats es va començar a forjar el nacional-catolicisme com a doctrina de la dictadura militar, sense llibertat religiosa, i a més se suposava que els protestants —que havien recolzat la legislació republicana de separació de l'Església de l'Estat— eren tots partidaris del Front Popular.